# Peteranec
Peteranec es un municipio de Croacia en el condado de Koprivnica-Križevci.

## Geografía
Se encuentra a una altitud de 129 m s. n. m. a 106 km de la capital nacional, Zagreb.

## Demografía
En el censo 2011 el total de población del municipio fue de 2 704 habitantes, distribuidos en las siguientes localidades:
- Komatnica - 61
- Peteranec - 1 431
- Sigetec - 1 212

| Gráfica de población de Peteranec 1857-2011                         |
|                                                                     |
| Según los censos de población de la oficina estadística de Croacia. |